# Hellerau
Hellerau – osiedle Drezna, położone w dzielnicy Klotzsche, w północnej części miasta.
Osiedle-ogród założył w 1906 przedsiębiorca Karl Schmidt. Głosił on idee odnowy rzemiosła. Budynki na osiedlu zaprojektowali m.in.: Richard Riemerschmid, Hermann Muthesius, Theodor Fischer, Heinrich Tessenow i Fritz Schumacher. W myśl zasad wypracowanych przez Ebenezera Howarda ściśle określono reguły rządzące własnością domów i działek. Przed rozpoczęciem projektowania przeprowadzono wywiady i rozpoznanie potrzeb przyszłych mieszkańców - głównie robotników przedsiębiorstwa Karla Schmidta. Do wyboru było kilka typów domów (wille wolnostojące, bliźniaki i szeregowce), jak i zasad własności. Najmniejsze z mieszkań posiadały powierzchnię 31 m². Układ urbanistyczny zakładał atrakcyjne kształtowanie zabudowy, która tworzyła perspektywy widokowe z licznymi parkami i placami. Sprzyjać miało to tworzeniu wspólnoty, opartej na wspólnych przestrzeniach i instytucjach (rynku, domu kultury, szkole). Riemerschmidt nawiązywał do lokalnych tradycji budowlanych, stosując dachy naczółkowe i elementy ryglowe. Bardziej purytańskie były projekty Tessenowa, a ich prostota była nawet krytykowana przez innych architektów, jako zapach biednych ludzi. Hellerau z osiedla przyfabrycznego wkrótce przekształciło się w znaną w środowisku architektonicznym wzorcową kolonię mieszkaniową, zamieszkałą przez zróżnicowane warstwy społeczne. 
Na Hellerau wzorował się Jan Rakowicz projektując Podolany w Poznaniu.